# Iskra (serbischsprachige Zeitung)
Iskra (Der Funke), bzw. serbisch-kyrillisch Искра, Untertitel: Ljudi traže slobodu, a sloboda ljude (Die Menschen suchen nach Freiheit und die Freiheit sucht nach Menschen), ist eine seit 1949 kontinuierlich erscheinende serbische Monatszeitung mit Buchverlag.
Die faschistische Zeitung wurde in Deutschland als Emigrantenzeitung von Exilserben gegründet, die als Anhänger des serbischen Faschistenführers Dimitrije Ljotić (1891–1945) in der ZBOR-Partei und ihrem bewaffneten Arm, dem Serbischen Freiwilligen-Korps (SFK), organisiert waren.
Die ersten Ausgaben der Zeitung wurden bereits im DP-Lager Lingen herausgegeben, kurz danach für die nächsten Jahrzehnte in München und weltweit versandt. In den 1950er und 1960er Jahren war sie die führende Zeitung in serbischer Sprache. Die Publikationstätigkeit des Exilverlages erfolgte mindestens bis in die 1980er Jahre bzw. bis zum Zerfall des sozialistischen Jugoslawiens.
Seit 2016 wird Iskra nicht mehr in der serbischen Diaspora, sondern in Novi Sad herausgeben. In den auch online zugänglichen Publikationen der Iskra werden weiterhin die Taten und Personen des SFK verherrlicht.

## Geschichte
Nach dem Zusammenbruch des serbischen Marionettenstaates unter der Kollaborationsregierung des Generals Milan Nedić (1878–1946) wurden führende Funktionäre der in der ZBOR organisierten Anhänger Dimitrije Ljotićs durch mehrere Lager in Italien (Forlì, Eboli) geschleust.
Danach kam die ZBOR-Führung nach Deutschland und hielt sich von 1947 bis 1948 im Munsterlager und von 1948 bis 1949 in Lingen (Ems) auf, wo die Zeitung erstmals erschien. Ende 1949 ließen sich die ZBOR-Funktionäre in Schleißheim bei München nieder. Hier setzte sie die in Lingen begonnene Monatszeitung fort, die in bis zu 40 Länder der Welt ging. Diese royalistisch, serbisch-orthodox,
nationalistisch bzw. faschistisch und konservativ orientierte Gruppe von Exilserben, verfügte wohl über das am reichsten fließende Publikationswesen sowie über ein global entfaltetes Presse- und Informationswesen. 1951 werden Anschriften und Namen für den Bezug in den Vereinigten Staaten, Argentinien, Australien, Brasilien, England, Italien, Kanada, Frankreich, Chile, Schweiz und Neuseeland genannt. Später kam der Vertrieb nach Österreich, Venezuele, Peru, Schweden usw. hinzu.
Inhaber, Herausgeber und Chefredakteur war Jakov Ljotić (1895–1974), genannt Jaša, der Bruder des Faschistenführers Dimitrije Ljotić. Der 79-jährige wurde am 8. Juli 1974 in seiner Münchener Wohnung mit seiner Krawatte erdrosselt. Er hatte angekündigt über Titos Gefängnisse schreiben zu wollen. Für seine Ermordung soll der jugoslawische Geheimdienst UDBA verantwortlich gewesen sein. Bereits am 17. April 1969 wurde der Iskra-Redakteur Ratko Obradović (1919–1969) nahe seiner Wohnung in München-Hasenbergl auf offener Straße mit fünf Schüssen in Brust, Hals und Kopf mutmaßlich von der UDBA getötet. Obradović war ein ehemaliger Funktionär der faschistischen ZBOR-Partei und Offizier ihres bewaffneten Arms, des SFK, der sich 1945 ins Exil geflüchtet hatte.
Ab Ende der 1980er Jahre bis 2015 wurde die Zeitung mit Sitz in Birmingham und teils mit Redaktion in Northampton sowie anderen Orten in England, unter dem Chefredakteur Vladimir Ljotić († 8. März 2017), dem Sohn von Dimitrije Ljotić, herausgegeben.
Gegenwärtig hat Iskra ihren Sitz in Novi Sad (Serbien).

## Weitere Verantwortliche
Mit der Ausgabe September 1949 wurde als Redaktionsanschrift der Zeitung die Ismaninger Strasse 9/I in München und als Herausgeber und Chefredakteur Branko Begović genannt. Weiterhin wurde das Logo geändert. 1951 wurden neben Begović auch Ratko Parežanin (1898–1981), Ratko Obradović (1919–1969), Slobodan Stanković als Mitglieder des Redaktionsausschusses und als Herausgeber Jakov Ljotić genannt.
Daneben wurde der Iskra-Verlag, wie auch der serbischsprachige Münchener Verlag Svečanik, von dem theologischen Schriftsteller Dimitrije Najdanović (1897–1986) und dem Historiker und Schriftsteller Đoko Slijepčevič (1907–1993) betrieben, die beide Mitarbeiter von Ljotić und Funktionäre in der serbischen Kollaborationsregierung des Milan Nedić waren. Auch der serbisch-orthodoxe Pope und ehemalige Militärgeistliche des SFK Aleksa Todorović (1899–1990) arbeitete mit.

## Programm
Das Programm des Verlages umfasste regelmäßig erscheinende Zeitungen, Periodika und Memoirenliteratur.
Neben den gesammelten Werken des Faschisten Ljotić publizierte Iskra durch die 1960er und 1970er Jahre hindurch die Werke des umstrittenen serbisch-orthodoxen Bischofs Nikolaj Velimirović (1881–1956), der mit Ljotić befreundet und vertraut war.
Gegen die offizielle kommunistische Darstellungsweise Jugoslawiens versuchten die Veröffentlichungen der Iskra im Speziellen die Taten des Ministerpräsidenten der serbischen Kollaborationsregierung Milan Nedić und des Tschetnik-Führers Draža Mihailović (1893–1946) zu rechtfertigen.

### Buchveröffentlichungen (Auswahl)
- Dimitrije V. Ljotić: Sabrana dela Dimitrija Ljotića : Govori i članci [Die gesammelten Werke des Dimitrije Ljotić : Reden und Artikel]. Nr. 1, 1948 (6 Nummern bis 1975).
- Dimitrije V. Ljotić: Svetska revolucija [Die Weltrevolution]. 1949.
- Mirko Kosić: Grobari Jugoslavije [Die Totengräber Jugoslawiens]. 1951.
- William H. Smyth: Aid for the Yugoslav people – but not for Tito’s dictatorship [Hilfe für das jugoslawische Volk – aber nicht für Titos Diktatur]. 1954.
- Dimitrije Ljotić, Tanasije Dinić u. a.: Zapisi iz dobrovoljačke borbe [Aufzeichnungen aus dem freiwilligen Kampf]. Band 1, 1955 (5 Bde. bis 1959).
- Đoko Slijepčevič: Pitanje Makedonske pravoslavne crkve u Jugoslaviji [Die Frage der Mazedonisch-Orthodoxen Kirche in Jugoslawien]. 1959.
- Dimitrije V. Ljotic: Dimitrije Ljotić u revoluciji i ratu [Dimitrije Ljotić in Revolution und Krieg]. 1961.
- Ratko Obradović: Die Tragödie in Kragujevac im Lichte eines Dokumentes. 1961.
- Đoko Slijepčevič: Istorija srpske pravoslavne crkve [Die Geschichte der Serbisch-Orthodoxen Kirche]. Band 1, 1962 (Bd. 2: 1966 u. Bd. 3: 1986).
- Dimitrije V. Ljotić: Zakoni života [Die Gesetze des Lebens]. 1963.
- Stanislav Krakov: General Milan Nedić. Band 1, 1963 (Bd. 2: 1968).
- Srpski dobrovoljci : Povodom 25-godišnjice njihovog osnivanja [Die Serbischen Freiwilligen : Anlässlich des 25. Jahrestages ihrer Gründung]. 1966.
- Jaša V. Ljotić: Služba u vojsci i učešće u ratovima [Der Dienst in der Armee und die Teilnahme an den Kriegen]. 1967 (Erinnerungen des Bruders von Dimitrije Ljotić).
- Vladislav Stakić: Moji razgovori sa Musolinijem : Osovinske sile i Jugoslavija [Meine Gespräche mit Mussolini : Die Achsenmächte und Jugoslawien]. 1967.
- Lazo M. Kostić: Etnički odnosi Bosne i Hercegovine [Das ethnische Verhältnis in Bosnien und Herzegowina]. 1967 (Mit der Behauptung alle Bosniaken seien Serben).
- Borivoje Karapandžić: Spomenica Srpskih dobrovoljaca 1941–1971 [Das Gedenkbuch der Serbischen Freiwilligen 1941–1971]. Hrsg.: The Union of the Yugoslav-American Associations. Cleveland, Ohio 1971 (gedruckt bei Iskra in München).
- Ratko Parežanin: Drugi svetski rat i Dimitrije V. Ljotić [Der Zweite Weltkrieg und Dimitrije V. Ljotić]. 1971.
- Ljubica Ljotić: Memoari [Memoiren]. 1973 (Erinnerungen der Ehefrau von Dimitrije Ljotić).
- Lazo M. Kostić: Sve su to laži i obmane : fraze i parole komunističke Jugoslavije [Dies ist alles Lug und Trug : Phrasen und Parolen des kommunistischen Jugoslawiens]. 1975.
- Đoko Slijepčevič: Jugoslavija uoči i za vreme Drugog svetskog rata [Jugoslawien vor und während des Zweiten Weltkriegs]. 1978 (Online).
- Vladimir Vauhnik: Nevidljivi front : borba za očuvanje Jugoslavije [Die unsichtbare Front : Der Kampf für die Erhaltung Jugoslawiens]. 1984.